# Water Me
Water Me è un singolo della cantante statunitense Lizzo, pubblicato il 18 agosto 2017.

## Descrizione
Il testo del brano riguarda il movimento body positive, l'amore verso se stessi e la libertà.